# Kostrzewa makutrzańska
Kostrzewa makutrzańska (Festuca makutrensis Zapal.) – gatunek rośliny z rodziny wiechlinowatych. Został opisany przez Hugona Zapałowicza w 1910 r. Występuje w Europie Środkowej i Wschodniej. W Polsce występuje na Wyżynie Lubelskiej, Roztoczu oraz w Bielinku nad Odrą; po roku 1980 potwierdzono sześć stanowisk z tego obszaru.

## Morfologia
PokrójWieloletnia trawa kępowa.
ŁodygaŹdźbło do wysokości 50 cm.
LiścieSzorstkie, sinozielone, 0,3–0,6 mm grubości, owalne w przekroju z 5 lub 7 nerwami. 3 narożne pasma sklerenchymy.
KwiatyZebrane w wiechę o długości 4,5–7 cm o prostych i szorstkich gałązkach. Kłoski o długości 5–6,5 mm, 3–4 kwiatowe, o osi owłosionej. Górne części plew owłosione. Plewki dolna z ością o długości 2–4 mm, 5 nerwowa, orzęsiona na brzegu i na grzbiecie. Kwitnie w maju i czerwcu.

## Biologia i ekologia
Hemikryptofit. Rośnie na murawach kserotermicznych Sisymbrio stipetum capillatae, Koelerio-Festucetum sulcatae i Thalictro-Salvietum pratensis.

## Zagrożenia i ochrona
Gatunek umieszczony w Polskiej Czerwonej Księdze Roślin (2001) w kategorii VU (narażony). W wydaniu z 2014 roku otrzymał kategorię EN (zagrożony). Tę samą kategorię posiada na polskiej czerwonej liście.